# Glaucomastix
Glaucomastix — рід ящірок родини теїдових (Teiidae). Представники цього роду є ендеміками Бразилії.

## Види
Рід Glaucomastix нараховує 5 видів:
- Glaucomastix abaetensis (Reis Dias, Rocha, & Vrcibradic, 2002)
- Glaucomastix cyanura (Arias, De Carvalho, Rodrigues, & Zaher, 2011)
- Glaucomastix itabaianensis Rosario, Santos, Arias, Rocha, Dias, Carvalho, & Rodrigues, 2019[3]
- Glaucomastix littoralis (Rocha, Bamberg Araújo, Vrcibradic, & Mamede da Costa, 2000)
- Glaucomastix venetacauda (Arias, De Carvalho, Rodrigues, & Zaher, 2011)

## Етимологія
Наукова назва роду Glaucomastix походить від сполучення слів дав.-гр. γλαυκος — синьо-зелений і μαστιξ — батіг.